# Sudais Ali Baba
Sudais Ali Baba (Kano, 25 agosto 2000) è un calciatore nigeriano, attaccante dei Kano Pillars.

## Caratteristiche tecniche
È un centravanti.

## Carriera
Cresciuto nel settore giovanile dell'Asteras Tripolīs, debutta in prima squadra il 26 agosto 2020 in occasione dell'incontro di Souper Ligka Ellada pareggiato 1-1 contro il Panaitōlikos; realizza la sua prima rete il 6 marzo 2021, nel pareggio per 1-1 contro l'Atromītos.
Nel 2024 va a giocare ai Kano Pillars, club della prima divisione nigeriana.

## Statistiche
Statistiche aggiornate al 12 maggio 2021.

### Presenze e reti nei club
| Stagione        | Squadra          | Campionato      | Campionato | Campionato | Coppe nazionali | Coppe nazionali | Coppe nazionali | Coppe continentali | Coppe continentali | Coppe continentali | Altre coppe | Altre coppe | Altre coppe | Totale | Totale | Totale |
| Stagione        | Squadra          | Comp            | Pres       | Reti       | Comp            | Pres            | Reti            | Comp               | Pres               | Reti               | Comp        | Pres        | Reti        | Pres   | Reti   |        |
| --------------- | ---------------- | --------------- | ---------- | ---------- | --------------- | --------------- | --------------- | ------------------ | ------------------ | ------------------ | ----------- | ----------- | ----------- | ------ | ------ | ------ |
| 2019-2020       | Asteras Tripolīs | SL              | 4          | 0          | CG              | 0               | 0               |                    | -                  | -                  |             | -           | -           | 4      | 0      |        |
| 2020-2021       | Asteras Tripolīs | SL              | 21         | 1          | CG              | 2               | 0               |                    | -                  | -                  |             | -           | -           | 23     | 1      |        |
| Totale carriera | Totale carriera  | Totale carriera | 25         | 1          |                 | 2               | 0               |                    | -                  | -                  |             | -           | -           | 27     | 1      |        |

## Palmarès

### Club

#### Competizioni nazionali
- Souper Ligka Ellada 2: 1

Panserraïkos: 2022-2023